# Jörg Eberle
Jörg Eberle (Häggenschwil, 9 febbraio 1962) è un allenatore di hockey su ghiaccio ed ex hockeista su ghiaccio svizzero.

## Statistiche
Statistiche aggiornate a luglio 2012.

### Giocatore

#### Club
| Stagione | Squadra | Stagione regolare | Stagione regolare | Stagione regolare | Stagione regolare | Stagione regolare | Stagione regolare | Playoff | Playoff | Playoff | Playoff | Playoff |
| Stagione | Squadra | Lega              | P                 | G                 | A                 | Pt                | PIM               | P       | G       | A       | Pt      | PIM     |
| -------- | ------- | ----------------- | ----------------- | ----------------- | ----------------- | ----------------- | ----------------- | ------- | ------- | ------- | ------- | ------- |
| 1982-83  | Lugano  | NLA               | 38                | 22                | 15                | 37                |                   | -       | -       | -       | -       | -       |
| 1983-84  | Davos   | NLA               |                   |                   |                   |                   |                   |         |         |         |         |         |
| 1984-85  | Davos   | NLA               |                   |                   |                   |                   |                   |         |         |         |         |         |
| 1985-86  | Lugano  | NLA               | 33                | 27                | 11                | 38                | 29                | 4       | 4       | 5       | 9       | 6       |
| 1986-87  | Lugano  | NLA               | 30                | 23                | 12                | 35                | 18                | 3       | 2       | 3       | 5       | 2       |
| 1987-88  | Lugano  | NLA               | 35                | 28                | 17                | 45                | 26                | 7       | 5       | 3       | 8       | 8       |
| 1988-89  | Lugano  | NLA               | 36                | 34                | 19                | 53                | 16                | 10      | 4       | 7       | 11      | 13      |
| 1989-90  | Lugano  | NLA               | 34                | 20                | 10                | 30                | 17                | 9       | 6       | 7       | 13      | 2       |
| 1990-91  | Lugano  | NLA               | 36                | 28                | 17                | 45                | 37                | 11      | 6       | 4       | 10      | 6       |
| 1991-92  | Lugano  | NLA               | 35                | 10                | 12                | 22                | 22                | 4       | 2       | 2       | 4       | 13      |
| 1992-93  | Lugano  | NLA               | 36                | 19                | 6                 | 25                | 36                | 9       | 1       | 1       | 2       | 2       |
| 1993-94  | Lugano  | NLA               | 35                | 17                | 11                | 28                | 30                | 9       | 5       | 6       | 11      | 0       |
| 1994-95  | Lugano  | NLA               | 34                | 13                | 12                | 25                | 40                | 1       | 0       | 0       | 0       | 0       |
| 1995-96  | Lugano  | NLA               | 36                | 13                | 8                 | 21                | 6                 | 4       | 0       | 1       | 1       | 2       |
| 1996-97  | Kloten  | NLA               | 46                | 13                | 16                | 29                | 41                | 4       | 0       | 0       | 0       | 0       |
| 1997-98  | Zug     | NLA               | 39                | 11                | 8                 | 19                | 33                | 20      | 4       | 6       | 10      | 4       |
| 1998-99  | Zug     | NLA               | 42                | 6                 | 9                 | 15                | 20                | 11      | 3       | 1       | 4       | 2       |

#### Nazionale
| Stagione | Livello         | Risultati    | Risultati | Risultati | Risultati | Risultati | Risultati |
| Stagione | Livello         | Competizione | P         | G         | A         | Pt        | PIM       |
| -------- | --------------- | ------------ | --------- | --------- | --------- | --------- | --------- |
| 1979-80  | Switzerland U18 | EJC-18       | 5         | 4         | 2         | 6         | 6         |
| 1986-87  | Switzerland     | WC           | 10        | 0         | 1         | 1         | 5         |
| 1987-88  | Switzerland     | OG           | 6         | 5         | 3         | 8         | 6         |
| 1988-89  | Switzerland     | WC B         | 7         | 2         | 1         | 3         | 0         |
| 1989-90  | Switzerland     | WC B         | 7         | 3         | 2         | 5         | 4         |
| 1990-91  | Switzerland     | WC           | 10        | 3         | 3         | 6         | 0         |
| 1991-92  | Switzerland     | OG           | 7         | 2         | 2         | 4         | 6         |
|          | Switzerland     | WC           | 8         | 4         | 1         | 5         | 7         |
| 1992-93  | Switzerland     | WC           | 4         | 0         | 0         | 0         | 0         |
| 1993-94  | Switzerland     | WC B         | 7         | 4         | 3         | 7         | 2         |

### Allenatore
| Stagione  | Squadra    | Lega        | Ruolo                      | Note                            |
| --------- | ---------- | ----------- | -------------------------- | ------------------------------- |
| 2000-2001 | Davos      | NLA         | General Manager            |                                 |
| 2001-2002 | Davos      | NLA         | General Manager            |                                 |
| 2002-2003 | Davos      | NLA         | General Manager            |                                 |
| 2003-2004 | Lugano     | NLA         | General Manager            |                                 |
| 2004-2005 | Lugano     | NLA         | General Manager            |                                 |
| 2005-2006 | Lugano     | NLA         | General Manager            |                                 |
| 2006-2007 | Lugano     | NLA         | Sports Manager             |                                 |
| 2007-2008 | Lugano     | NLA         | General Manager            |                                 |
| 2008-2009 | Lugano     | NLA         | General Manager            |                                 |
| 2009-2010 | Lugano     | NLA         | Dir. of Player Development |                                 |
| 2010-2011 | Lugano     | NLA         | Dir. of Player Development |                                 |
|           | Lugano U20 | Elite Jr. A | Head Coach                 | Rimpiazzato a stagione in corso |

## Palmarès

### Giocatore

#### Club
- Campionato svizzero: 7:

 Davos: 1983-84, 1984-85
 Lugano: 1985-86, 1986-87, 1987-88, 1989-90
 Zugo: 1997-98

#### Individuale
- Lega Nazionale A

1990-91: NLA All-Star Team